# Jicchak Zamir
Jicchak Zamir (hebrejsky: יצחק זמיר, narozen 15. dubna 1931) je izraelský profesor veřejného práva. V minulosti působil jako děkan právnických fakult Hebrejské a Haifské univerzity, soudce Nejvyššího soudu a generální prokurátor.

## Biografie
Narodil se ve Varšavě v Polsku a ve třech letech podnikl s rodiči aliju do britské mandátní Palestiny. Studoval v Herzliji a povinnou vojenskou službu nastoupil k Izraelskému vojenskému letectvu. Po jejím dokončení studoval ekonomii a politologii, načež změnil svůj studijní obor na právo, které vystudoval na Hebrejské univerzitě v Jeruzalémě. Vykonal pracovní stáž u Nejvyššího soudu pod dohledem soudce Jo'ela Zusmana. V roce 1959 získal právnickou licenci a doktorát z práva získal na Londýnské univerzitě.
Vyučoval veřejné právo na Hebrejské univerzitě, kde v letech 1975 až 1978 působil jako děkan tamní právnické fakulty. Mezi lety 1978 až 1986 zastával pozici izraelského generálního prokurátora. Během svého působení v této funkci usiloval o vyšetřování zpravodajské služby Šin Bet v důsledku aféry autobusu číslo 300, v jejímž rámci byli dva zajatí teroristé zabiti agenty Šin Bet. Zamir po tehdejším ministru obrany Moše Arensovi požadoval jmenování zvláštní vyšetřovací komise, která by obvinění prošetřila. V květnu 1986 požadoval obvinění a propuštění náčelníka zpravodajské služby Avrahama Šaloma. Tehdejší premiér Šimon Peres však toto odmítl a Zamir byl následně nečekaně odvolán ze svého postu, ve kterém jej nahradil Josef Chariš. Jeho odvolání „vyvolalo intenzivní spekkulace o tom, jestli jeho odvolání je či není přímo spojeno s jeho odhodláním Šaloma soudně stíhat.“
V letech 1988 až 1991 působil jako prezident Novinářské rady. V prosinci 1991 však rezignoval s odůvodněním, že mu není důvěřováno, a že nemá žádné pravomoci, jelikož nemůže sankcionovat novináře, kteří poruší etický kodex. V roce 1991 byl jmenován prvním děkanem nově zřízené právnické fakulty na Haifské univerzitě, v jejímž čele stál až do roku 1994. Tehdy byl jmenován soudcem Nejvyššího soudu, kterým byl až do svých 70 let v roce 2001.
V roce 2001 stanul v čele Jeruzalémského centra pro etiku a v letech 2003 až 2007 byl předsedou komise, která měla na starosti vytvoření etických pravidel pro poslance Knesetu.

## Ocenění
- 1986 – Celnerova cena za výzkum v oblasti práva
- 1986 – Cena Emila Grunzweiga za lidská práva[2]
- 1997 – Izraelská cena za přínos v oblasti práva[3]